# Hans Schmidt (musicus)
Hans Schmidt (Heilsbronn, 25 maart 1902 – Erlangen, 3 maart 1982) was een Duits componist, muziekpedagoog en dirigent.

## Levensloop
Vanaf 1912 studeerde Schmidt muziek aan het Hochschule für Musik Nürnberg-Augsburg in Neurenberg en vanaf 1924 aan de Hochschule für Musik und Theater in München. In 1929 wisselde hij aan de Hooge school voor muziek in Berlijn, waar hij onder andere bij Rudolf Deman, Max Rostal en Paul Juon studeerde. Hij behaalde het diploma als Musikmeister aldaar.
In 1929 werd hij dirigent van een militair muziekkorps, dat in Landshut gestationeerd was. In 1943 werd hij directeur van de muziekafdeling van de Muziekschool van de landmacht te Frankfurt am Main. In 1944 werd hij als docent voor de cursussen tot Musikmeister naar Berlijn verzet. 
Sinds 1939 was hij Obermusikmeister en vanaf 1942 Stabsmusikmeister. Na de Tweede Wereldoorlog en terugkomst uit de Russische krijgsgevangenschap richtte hij in 1949 in Heilsbronn een privé-muziekschool op. Verder werd hij dirigent van verschillende harmonieorkesten in de regio van Heilsbronn. 
Als componist schreef hij werken voor harmonieorkest.

## Composities

### Werken voor harmonieorkest
- 1929-1933 Heroische Ouverture
- 1938 Romantische Ouverture
- 1938 Ungarische Fantasie
- 1970 Einleitungsmusik und Hymne